# 重庆银行
重庆银行（上交所：601963；港交所：1963）是中华人民共和国的一家拥有全国运营权的国有一级股份制商业银行。全称为重庆银行股份有限公司。重庆银行成立于2007年9月19日，前身是重庆市商业银行股份有限公司，现有116家分支机构 ，近3000名员工; 超过830,000个私人客户 ;超过30,000个公司客户 ; 资本金26.7亿元，

## 历史
2008年4月获得中国人民银行批准拥有全国运营权，成为中西部地区仅有的2家全国性地方称呼的股份制商业银行（第二家为汉口银行）。主要重大贷款项目包括三峡水电站、重庆轨道交通、华中电网建设项目、北海港建设项目、海南岛建设项目等。现在重庆、贵阳、遵义、六盘水、成都、乐山、广安、西安、延安设有分行。
2013年10月，重慶銀行在香港進行公開招股，發售7.075億股H股，招股價介乎5.6至6.5港元，集資39.62億至45.99億元。另外，重慶銀行引入了加拿大國民銀行、中國財富金融控股公司及重慶北恒投資發展公司為基石投資者，而第一大股東重慶渝富經營管理公司及第二大股東大新銀行分別斥資2.61億元人民幣認購重慶銀行H股。
2013年11月6日，重庆银行在港交所掛牌交易，截止2013年末，总资产2,067.87億元人民幣，存款1,488.01億元， 贷款905.04億元， 净利润23.29億元。2015年6月24日重慶銀行向上汽集團、上海世茂、生命人壽、國民控股、中融國際配售8.1億股H股，新股佔擴大後股本總額約23.04%，認購價格為每股7.65元，集資61.97億元。，交易完成後，大新銀行的重行H股持股量，將由16.9%下降至13%。